# Johann Maria Farina
Johann Maria Farina, på italiensk Giovanni Maria Farina (8. december 1685 i Santa Maria Maggiore, Verbanie, Piemont, Italien – 25. november 1766 i Köln, Tyskland) var opfinderen af eau de cologne. 
Den 13. juli 1709 havde Johann Baptist Farina grundlagt virksomheden G.B.Farina i Köln. Forretningen solgte i begyndelsen luksusartikler som sølv, silke og parykker. Efter Johann Maria Farina trådte ind i sin brors virksomhed i 1714 begyndte brødrene også at sælge æteriske olier og andre duftstoffer.
Allerede før 1714 havde Johann Maria Farina fremstillet duftevand, en blanding af forskellige naturdufte og alkohol. Senere kaldte han sin unikke duft "Eau de Cologne" til ære for sin nye hjemby Köln. Han gjorde Köln verdensberømt som parfumeby og byen oprettede en statue ved rådhustårnet til ære for sin borger.
I 1708 beskrev Johann Maria Farina i et brev til sin bror duften med følgende ord: "Min duft er som en italiensk forårsmorgen efter regn, appelsin, pomelofrugt, citron, bergamot, cedrat, lime samt forskellige urter fra mit fædreland".
Fra 1733 styrede Johann Maria Farina virksomheden alene som nu fik navnet Farina gegenüber, og i 1760erne trådte duftevand i forgrunden.
Efter den Franske Revolution prøvede mange at efterligne duften, og navnet "Eau de Cologne" blev et overbegreb.
Johann Maria Farina blev begravet på kirkegården Melaten i Köln.

## Weblinks
- http://www.farina1709.com
- http://www.eau-de-cologne.com